# 도덕적 인간과 비도덕적 사회
《도덕적 인간과 비도덕적 사회》(Moral Man and Immoral Society)는 1932년에 라인홀드 니부어에 의해 쓰여진 책이다.  이 책의 주제는 단체나 그룹이 개인보다 더 많은 죄를 범한다는 내용이다. 이 책에서 니부어는 자유주의 신학과 진보주의 (교육)를 비판하였는 데 특히, 존 듀이와 사회복음주의를 비판하였다.
니부어는 마르크스주의의 분석법을 사용하여 종교와 이성이 자아에 의해 비정의를 유지할 수 있음을 경고하였다.  또한, 진보 철학의 긍정주의가 인간의 자기중심성의 급진성과 권력을 보증해주지 않는다고 주장하였다.  즉, 권력의 중심이 균형을 이루어져야만, 관용이 있는 정의가 존재 가능하다고 주장하였다.

## 같이 보기
- 집단사고